# Ерихов, Макс Львович
Макс Львович Ерихов (10 мая 1937, Великие Луки, Калининская область — 11 марта 2002, Санкт-Петербург) — доктор технических наук (1972), профессор, действительный член Российской академии транспорта, член-корреспондент Академии проблем качества Российской Федерации.

## Биография
Макс Львович Ерихов родился 12 августа 1937 года в городе Великие Луки Великолукского района Великолукского округа Калининской области, ныне город областного значения Псковской области.
В 1960 году окончил Ленинградский политехнический институт (специальность «Инженер-механик»). После окончания института работал инженером-расчётчиком в СКБ Хабаровского завода судового машиностроения имени А. М. Горького.
В 1962 году поступил в аспирантуру Ленинградского политехнического института по кафедре ТММ. В 1965 году защитил кандидатскую диссертацию «Применение принципа огибания с двумя независимыми параметрами к анализу и синтезу зубчатых зацеплений».
С 1965 года Ерихов работал старшим преподавателем кафедры «Детали машин», заведующим кафедрой (с июля 1966 года) «Детали машин» Хабаровского политехнического института. В 1972 году защитил докторскую диссертацию «Принципы систематики, методы анализа и вопросы синтеза схем зубчатых зацеплений».
С 1975 года по 1998 год работал в Курганском машиностроительном институте: заведующим кафедрой «Детали машин», в 1986—1990 годах — проректор по научной работе. С 1975 года на кафедре открылась аспирантура по двум специальностям: «Теория механизмов и машин», «Машиноведение и детали машин».
В 1979 году благодаря Максу Львовичу в городе Кургане был проведён III Всесоюзный симпозиум «Теория и геометрия пространственных зацеплений», а затем проводились три симпозиума «Теория реальных передач зацеплением» (в 1988, 1993 и 1997 годах).
С 1998 года — профессор Санкт-Петербургского политехнического университета.
Макс Львович был одним из основоположников нового научного направления в теории зацеплений — применения принципа огибания с двумя параметрами к анализу и синтезу зубчатых зацеплений.
Под руководством профессора М.Л. Ерихова было выполнено более 30 кандидатских и две докторские диссертации. Является автором более 200 научных публикаций.
Действительный член Российской Академии транспорта, член-корреспондент Академии проблем качества Российской Федерации.
Макс Львович Ерихов скончался 11 марта 2002 года в городе Санкт-Петербурге.
Похоронен на кладбище Санкт-Петербургского крематория в муниципальном округе Полюстрово Красногвардейского района города Санкт-Петербурга.

## Награды
- Медали
- Почётный знак «За отличные успехи в области высшего образования СССР»
- Лауреат Премии губернатора Курганской области

## Семья
- Отец Лев Соломонович Ерихов (22 июня 1913 — 27 января 1997, Курган)
- Мать Софья Моисеевна Ерихова (15 мая 1914 — 17 июня 1996, Курган)
- Сын Михаил (род. 6 ноября 1960) — доктор технических наук, и.о. ректора ФГБОУ ВО «Курганский государственный университет» (28 июля 2015 — 8 июня 2016)